# Gravidez forçada
Gravidez forçada é a prática de forçar uma mulher a engravidar, geralmente no contexto de um casamento forçado ou de um programa de escravatura ou genocídio. Quando a gravidez forçada resulta em reprodução, é uma forma de reprodução coerciva.

## Rapto de noivas
As práticas de rapto de noivas e de casamento forçado geralmente envolvem a violação da suposta noiva com a intenção de a forçar a engravidar, colocando-a numa posição de dependência do violador e da sua família e, devido às atitudes culturais em relação à violação, impedindo-a de regressar para a sua própria família. No entanto, esta prática não deve ser confundida com muitos "raptos de noiva" meramente simbólicos e festivos, em que o matrimónio é consensual.

## Gravidez forçada como forma de genocídio
A violação, escravidão sexual e ações relacionadas, incluindo a gravidez forçada, são agora reconhecidas pela Convenção de Genebra como crimes contra a humanidade e crimes de guerra. Os artigos 27 da IV Convenção de Genebra de 1949 e os Protocolos Adicionais de 1977 proívem explicitamente a violação em tempo de guerra e a prostituição forçada. O Estatuto de Roma, que determina a jurisdição do Tribunal Penal Internacional, reconhece a violação, escravidão sexual, prostituição forçada e gravidez forçada como crimes contra a humanidade, quando parte de uma prática sistemática.